# Личана
Личана (пол. Łyczana) — село в Польщі, у гміні Коженна Новосондецького повіту Малопольського воєводства.
Населення — 515 осіб (2011).
У 1975-1998 роках село належало до Новосондецького воєводства.

## Демографія
Демографічна структура станом на 31 березня 2011 року:
|          | Загалом | Допрацездатний вік | Працездатний вік | Постпрацездатний вік |
| -------- | ------- | ------------------ | ---------------- | -------------------- |
| Чоловіки | 281     | 77                 | 170              | 34                   |
| Жінки    | 234     | 61                 | 125              | 48                   |
| Разом    | 515     | 138                | 295              | 82                   |